# Jochen Kübler
Jochen Karl Kübler (* 8. März 1953 in Stuttgart-Bad Cannstatt) ist ein Politiker der CDU. Er war seit 1987 Bürgermeister, von 1994 bis 2009 schließlich Oberbürgermeister der Stadt Öhringen und von 2001 bis 2011 Mitglied des Landtags von Baden-Württemberg.

## Leben
Kübler wuchs in Asperg auf. Nach der Staatsprüfung für den gehobenen nicht-technischen Verwaltungsdienst wurde er Kämmerer in Heimsheim und Eberdingen. Mit 25 Jahren wurde er im Jahre 1978 Bürgermeister von Enzklösterle. 1987 wurde Jochen Kübler Bürgermeister, 1994 Oberbürgermeister der Großen Kreisstadt Öhringen. Von 1989 bis 2009 war er Mitglied im Kreistag des Hohenlohekreises. Im Januar 2009 kündigte Kübler seinen Rücktritt vom Amt des Oberbürgermeisters zum 31. Juli 2009 an.
Bei der Landtagswahl 2001 wurde er am 25. März 2001 mit 50,9 % der Stimmen erstmals als Direktkandidat für den Wahlkreis 21 (Hohenlohe) in den Landtag von Baden-Württemberg gewählt. Bei der Landtagswahl am 26. März 2006 erhielt Kübler mit 49,8 % der Stimmen erneut ein Mandat. Er war einziger im Wahlkreis 21 gewählter Landtagsabgeordneter.
Von 2010 bis 2020 war er Vorsitzender der Bürgerinitiative pro Region Heilbronn-Franken.
Kübler ist Aufsichtsratsvorsitzender der Kreisbau Öhringen, einer Genossenschaft des Hohenlohekreises.